# 奧康尼縣 (喬治亞州)
奧康尼县（英語：Oconee County）是美國喬治亞州北部的一個縣。面積482平方公里。根據美國2000年人口普查，共有人口26,225人，2005年人口29,748人。縣治沃特金斯維爾（Watkinsville）。
成立於1875年2月25日。縣名來自同名的河（語源來自切羅基語，意思是「水泉」或「山上的水」）。